# GoalControl 4D
GoalControl 4D, ou GoalControl-4D, é uma Tecnologia da Linha do Gol aprovada pela FIFA. O sistema recebeu licença da FIFA no dia 1 de março de 2013, sendo o quarto modelo a receber tal chancela.
Essa tecnologia foi a primeira a ser usada em uma competição oficial da FIFA - Copa das Confederações de 2013. Segundo a FIFA, "de acordo com o processo, GoalControl também será o fornecedor de tecnologia da linha de gol para a Copa do Mundo de 2014, desde que o sistema responda aos requisitos da Fifa na Copa das Confederações de 2013". O sistema foi o escolhido para estas competições, também segundo a FIFA, pela capacidade que ele tem de se adaptar ao sempre inconstante clima brasileiro.

## Funcionamento
Criado pela empresa alemã "GoalControl GmbH", o sistema utiliza-se de 14 câmeras de TV (sete para cada trave) em cada estádio. Elas estão conectadas a computadores que fazem uma leitura 3D da bola, e analisam 500 imagens por segundo, 30 vezes mais que o olho humano. Por um relógio, o árbitro recebe a informação se foi gol quase em tempo real. Segundo o criador da tecnologia, Björn Lindner, "O tempo de resposta é menos de meio segundo".
Segundo o site da empresa, o GoalControl-4D usa câmeras de alta velocidade e foi especialmente projetado para funcionar com qualquer bola, qualquer gol e qualquer gramado.